# Nebelung
Nebelung är en semilånghårig variant av kattrasen russian blue. Denna kattras är inte godkänd av SVERAK.